# Dick Wathika
Dickson „Dick“ Mwangi Wathika (* 20. Oktober 1973; † 19. Dezember 2015 in Nairobi) war ein kenianischer Politiker der Party of National Unity, der von 2004 bis 2008 Bürgermeister von Nairobi war.

## Leben
Wathika wurde 2004 als Kandidat der Party of National Unity erstmals zum Bürgermeister von Nairobi gewählt und damit zum Nachfolger von Joe Aketch. Bei den Kommunalwahlen 2006 konnte er sein Bürgermeisteramt verteidigen und übte dieses bis zu seiner Ablösung durch Geoffrey Majiwa vom Orange Democratic Movement 2008 aus.
Bei den Wahlen 2007 wurde Wathika für die Party of National Unity im Wahlkreis Makadara zum Mitglied der Nationalversammlung gewählt. Allerdings focht sein Gegenkandidat und vorherige Abgeordnete Reuben Ndolo die Wahl wegen zahlreicher Unregelmäßigkeiten an. Am 30. April 2010 hob ein Gericht unter der Vorsitzenden Richterin Kalpana Rawal die Wahl Wathikas auf und entschied, dass dieser unrechtmäßig im Amt war. Dadurch wurde der Wahlkreis vakant, so dass im September 2010 eine Nachwahl notwendig wurde. Aus dieser Nachwahl am 20. September 2010 ging Mbuvi Gidion Kioko Mike Sonko von der National Rainbow Coalition – Kenya (NARC – Kenya) als Sieger hervor, der sich damit gegen den Zweitplatzierten Reuben Ndolo und Wathika als Drittplatzierten durchsetzen konnte.